# Osseo (Wisconsin)
Osseo es una ciudad ubicada en el condado de Trempealeau en el estado estadounidense de Wisconsin. En el Censo de 2010 tenía una población de 1.701 habitantes y una densidad poblacional de 314,39 personas por km².

## Geografía
Osseo se encuentra ubicada en las coordenadas 44°34′45″N 91°12′42″O / 44.57917, -91.21167. Según la Oficina del Censo de los Estados Unidos, Osseo tiene una superficie total de 5.41 km², de la cual 5.35 km² corresponden a tierra firme y (1.2%) 0.06 km² es agua.

## Demografía
Según el censo de 2010, había 1.701 personas residiendo en Osseo. La densidad de población era de 314,39 hab./km². De los 1.701 habitantes, Osseo estaba compuesto por el 97.65% blancos, el 0.06% eran afroamericanos, el 0.94% eran amerindios, el 0.12% eran asiáticos, el 0% eran isleños del Pacífico, el 0.59% eran de otras razas y el 0.65% pertenecían a dos o más razas. Del total de la población el 1.59% eran hispanos o latinos de cualquier raza.